# Memorias de ultratumba
Las Memorias de ultratumba (en francés: Mémoires d'outre-tombe) son una autobiografía de François-René de Chateaubriand, cuya redacción empezó en 1809 y terminó en 1841. La edición completa original fue publicada en doce volúmenes entre 1849 y 1850 en la imprenta de los hermanos Penaud, en París, tras su difusión en serie en el periódico La Presse. Chateaubriand quería que estas memorias no fuesen publicadas hasta después de su muerte, de ahí el título.
Aunque la obra tiene rasgos que la acercan al género literario de las «memorias» (en el significado clásico del término, como las Memorias de Saint-Simon), las Memorias de ultratumba también se inspiran en las Confesiones, de Rousseau, en el sentido en que Chateaubriand trata —además de los acontecimientos políticos e históricos a los que asiste— detalles de su vida privada y de sus aspiraciones personales. También en esta obra encontraremos algunos de los mejores ejemplos de prosa poética, un género en el que sobresalía Chateaubriand. Por otra parte, la melancolía de la obra ayudará a convertir a Chateaubriand en el ídolo de la joven generación de románticos franceses, entre los que hay que incluir a Víctor Hugo, quien, siendo aún un niño, escribirá en un cuaderno: «Seré Chateaubriand o nada».[cita requerida]

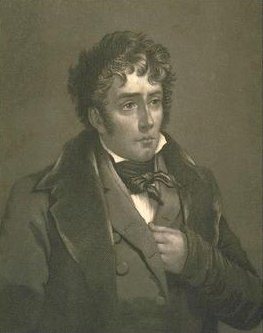
Chateaubriand, autor de las Memorias de ultratumba.

## Génesis de la obra
Chateaubriand decidió redactar estas memorias en Roma, a finales de 1803. Sin embargo, no empezaría a escribirlas hasta 1809, aunque los distintos acontecimientos en los que se vio envuelto le impidieron avanzar en este proyecto. En 1817 volvió al proyecto, aunque el primer manuscrito, probablemente escrito mientras ejercía como embajador en Londres, no lo finalizaría hasta 1826. Su idea entonces era titular este libro como Memorias de mi vida (Mémoires de ma vie).
Sin embargo, en 1830 decidió darle un giro importante a su trabajo. Decidió cambiar el título del proyecto por el de Memorias de ultratumba, revisó a fondo el texto de 1826 y redactó nuevos volúmenes. Dividió su vida antes de 1830 en tres periodos: el primero de soldado y viajero, el segundo de literato y el tercero de estadista. Su idea es muy ambiciosa, ya que pretendía reproducir la epopeya de la época en la que le tocó vivir representándola en su propia persona.
Tras algunas lecturas públicas de fragmentos de su obra en algún salón literario, en 1836 cedió la propiedad de la obra a una sociedad que se encargaría de publicarla a su muerte, y que le pagó una cuantiosa suma, además de proporcionarle una renta. Una vez obtenida esta tranquilidad económica, Chateaubriand completó la obra con una cuarta parte en la que declara ser parte de las tres anteriores (viajero, literato y estadista). En 1841 redactó una amplísima conclusión (81 páginas según la edición de 1910).
Sin embargo, la sociedad que había adquirido los derechos de publicación los había vendido a un periódico que decidió empezar a publicarlas aún en vida de Chateaubriand por entregas. De nada sirvieron las protestas del autor. 